# Asketanthera picardae
Asketanthera picardae är en oleanderväxtart som först beskrevs av Ignatz Urban, och fick sitt nu gällande namn av R. E. Woodson. Asketanthera picardae ingår i släktet Asketanthera och familjen oleanderväxter. Inga underarter finns listade i Catalogue of Life.